# Перо Гиљан
Перо Гиљан (Мокра Њива, код Никшића, 20. април 1912 — Босански Петровац, јануар 1943) био је учесник Народноослободилачке борбе и народни херој Југославије.

## Биографија
Рођен је 1912. године у селу Мокра Њива, код Никшића, у сиромашној породици. Пошто родитељи нису имали материјалних услова да га школују, бавио се земљорадњом. Члан Комунистичке партије Југославије (КПЈ) постао је 1935. године.
Учесник Народноослободилачке борбе је од 1941. године. Током Тринаестојулског устанка, као борац Кочанског батаљона, учествовао је у борбама против италијанских снага на Уздомиру. Као командир чете, учествовао је у борбама око Гацка у јесен 1941. године.
Када је формирана Пета пролетерска црногорска бригада у Пиви 12. јуна 1942. године, био је изабран за командира Треће чете Трећег батаљона.
Након повлачења партизанских снага из Јајца у децембру 1942. године, оболео је од тифуса. Упућен је у Централну болницу Врховног штаба у Босанском Петровцу, где је првих дана јануара 1943. умро.
Указом председника ФНР Југославије Јосипа Броза Тита 27. новембра 1953. проглашен је за народног хероја.